# Casca (distrito)
O Distrito peruano de Casca é um dos oito distritos que formam a Província de Mariscal Luzuriaga, situada no Ancash, pertencente a Região Ancash, Peru.

## Transporte
O distrito de Casca é servido pela seguinte rodovia:
- PE-14C, que liga a cidade de Cashapampa ao distrito de Huari[2][3][4]